# Kåre Groven
Kåre Groven, född 4 maj 1945 i Trondheim, är en norsk konstnär som arbetar främst med skulpturer och installationer. 
Bland hans verk kan nämnas de olympiska stenarna, tre stora granitblock placerade vid Ringebu, Stange och Gjøvik 1994, där den största stenen vid Stange är cirka 40 ton tung och cirka 8 meter hög. Hans verk Främmande fågel står framför universitetet i Alta (tidigare Høgskolen i Finnmark), en nio meter hög skulptur i cortenstål. Mest känd är han för sitt verk Utkast vid Gardermoens flygplats; Utkast återgavs på ett frimärke i serien norsk samtidskonst 2002.
| ”             | Jag arbetar i många olika material och uttryck, och verken har ofta ett miljö- och samhällskritiskt utseende. Utsmyckningar genom tävlingar, inbjudningar och stipendier har också gett mig ekonomisk möjlighet att arbeta med installationer och utställningar av tillfällig karaktär, och frihet att arbeta med konst utan tanke på återanvändning eller försäljning. | „ |
| – Kåre Groven | |   |

## Galleri

Främmande fågel framför universitetet i Alta.
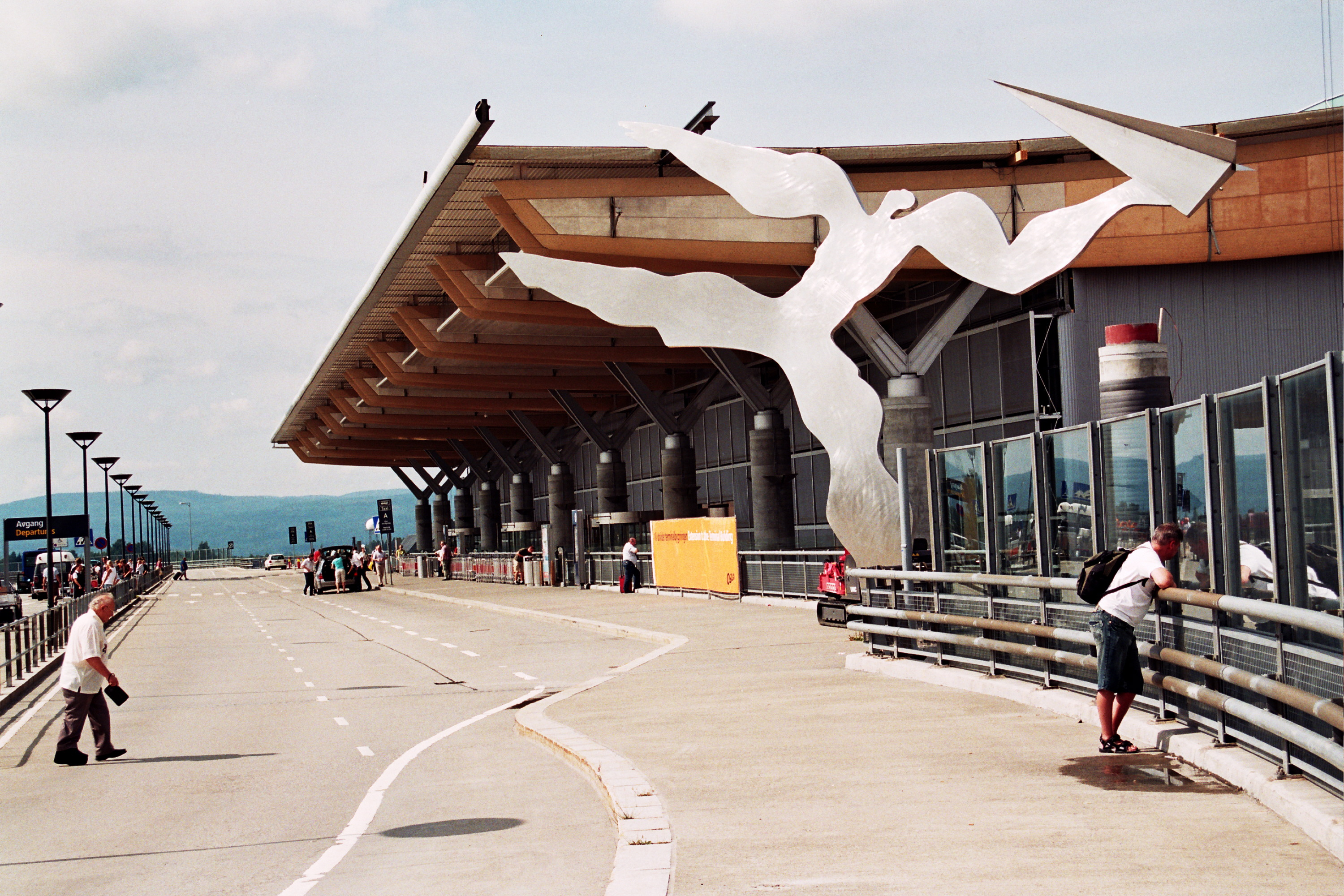
Utkast vid Gardermoens flygplats.